# Слуничко, Ян (музыкант)
Ян (Иоганн) Слуни́чко (чеш. Jan Sluníčko, нем. Johann Slunicko; 23 марта 1852, Гумполец — 5 мая 1923, Аугсбург) — чешско-немецкий скрипач и музыкальный педагог.
Учился в музыкальной школе Юлиуса Теодора Хёгера, затем в 1864—1870 гг. в Пражской консерватории у Морица Мильднера и Антонина Бенневица, соученик Отакара Шевчика и Флориана Зайица. Преподавал скрипку и фортепиано в Оравице.
С 1875 года жил и работал в Аугсбурге, преподавал в городской консерватории, с 1905 года её директор; среди его учеников Йост Раба. Дирижёр городского певческого общества, концертмейстер оркестра. Автор шести скрипичных сонат, многих других пьес для своего инструмента, дидактических сочинений.